# Liste der französischen Botschafter in Finnland
Die Liste der französischen Botschafter in Finnland listet alle Botschafter der Republik Frankreich seit 1945 bis heute (2011). Die Botschaft befindet sich in Helsinki im Stadtteil Kaivopuisto und beherbergt auch ein Konsulat.

## Missionschefs
| Posten angetreten (Ernennung bzw. Akkreditierung) | Name                     | Bemerkungen | ernannt von              | akkreditiert während der Regierung von | Posten verlassen |
| ------------------------------------------------- | ------------------------ | ----------- | ------------------------ | -------------------------------------- | ---------------- |
| 1945                                              | Daniel Lévi              |             | Charles de Gaulle        | Carl Gustaf Emil Mannerheim            | 1946             |
| 1946                                              | Daniel Lévi              |             | Félix Gouin              | Juho Kusti Paasikivi                   | 1947             |
| 1947                                              | François Coulet          | [ 2 ]       | Vincent Auriol           | Juho Kusti Paasikivi                   | 1950             |
| 1950                                              | Jacques Lecompte-Boinet  |             | Vincent Auriol           | Juho Kusti Paasikivi                   | 1955             |
| 1955                                              | Géraud Jouve             |             | René Coty                | Juho Kusti Paasikivi                   | 1960             |
| 1960                                              | Abel Verdier             |             | Charles de Gaulle        | Urho Kekkonen                          | 1964             |
| 1964                                              | Pierre Bouffanais        |             | Charles de Gaulle        | Urho Kekkonen                          | 1966             |
| 1966                                              | Bernard Dufournier       |             | Charles de Gaulle        | Urho Kekkonen                          | 1969             |
| 1969                                              | Gérard André             |             | Alain Poher              | Urho Kekkonen                          | 1969             |
| 1975                                              | Jacques Chazelle         |             | Valéry Giscard d’Estaing | Urho Kekkonen                          | 1981             |
| 1981                                              | Philippe Husson          |             | François Mitterrand      | Urho Kekkonen                          | 1984             |
| 1984                                              | Marcel Beaux             |             | François Mitterrand      | Mauno Koivisto                         | 1986             |
| 1986                                              | Henri Ourmet             |             | François Mitterrand      | Mauno Koivisto                         | 1988             |
| 1988                                              | Marcel Maître            |             | François Mitterrand      | Mauno Koivisto                         | 1991             |
| 1991                                              | Albert Turot             |             | François Mitterrand      | Mauno Koivisto                         | 1994             |
| 1994                                              | Alain Briottet           |             | François Mitterrand      | Martti Ahtisaari                       | 1998             |
| 1998                                              | Gilles d'Humières        |             | Jacques Chirac           | Martti Ahtisaari                       | 2002             |
| 2002                                              | Jean-Jacques Subrenat    |             | Jacques Chirac           | Tarja Halonen                          | 2005             |
| 2005                                              | Gérard Cros              |             | Jacques Chirac           | Tarja Halonen                          | 2008             |
| 2008                                              | Mme Françoise Bourolleau |             | Nicolas Sarkozy          | Tarja Halonen                          | 2011             |
| 2011                                              | Eric Lebédel             |             | Nicolas Sarkozy          | Tarja Halonen                          |                  |